# 螣蛇廿一
螣蛇廿一，即仙女座κ（Kappa Andromedae，κ And），是仙女座中的一颗恒星。螣蛇廿一是一颗蓝白色B型次巨星，视星等为+4.15，根據依巴谷衛星的視差量測資料，它距离地球大约158光年或52秒差距。 
在中國該恆星屬於室宿的螣蛇星官，「螣蛇」是中國神話中一種能飛行的蛇。「螣蛇廿一」代表該恆星是螣蛇星官的第二十一顆恆星。

## 恆星狀況
螣蛇廿一的光譜類型是 B9 IVn，代表它是已經離開主序星階段的次巨星。它的半徑是太陽的2.3倍，自轉速度高達176 km/s。該恆星的外層有效溫度是11,361 K，是藍白色恆星。

## 行星系統
2012年11月在螣蛇廿一旁以直接攝影法發現了一個質量約是木星13倍的高溫氣體巨行星，與母恆星的投影距離大約是55 ± 2天文單位。根據光譜觀測資料推測，該行星表面溫度高達1700 K。
| 成員 (依恆星距離) | 质量         | 半長軸 (AU) | 轨道周期 (天) | 離心率 | 傾角 | 半径 |
| ----------------- | ------------ | ----------- | ------------- | ------ | ---- | ---- |
| b                 | 12.8+2 −1 MJ | 55±2        | —             | —      | —    | —    |